# ベイクウェルプディング
ベイクウェルプディング（英語: Bakewell pudding）はイングランドのデザートである。こしたジャムの層が土台となった薄片のペイストリーで、中身は卵とアーモンドペーストで作られている。プディングはダービーシャーのベイクウェルという町に由来する。

## 語源
「ベイクウェルプディング」への言及は「ベイクウェルタルト」という言葉よりも早く現れ、20世紀に一般的な使用が始まる。また「ベイクウェルプディング」の最も早い言及は1826年にまで遡る。イザベラ・ビートンは1861年にThe Book of Household Managementにおいて2つのベイクウェルプディングのレシピを出版している。１つはペイストリーの土台を用いたものであり、もう一方はパン粉を使用したものである。 またイライザ・アクトンは1864年に彼女の本のModern Cookery for Private Familieにおいてベイクウェルプディングについて言及している。

## 歴史

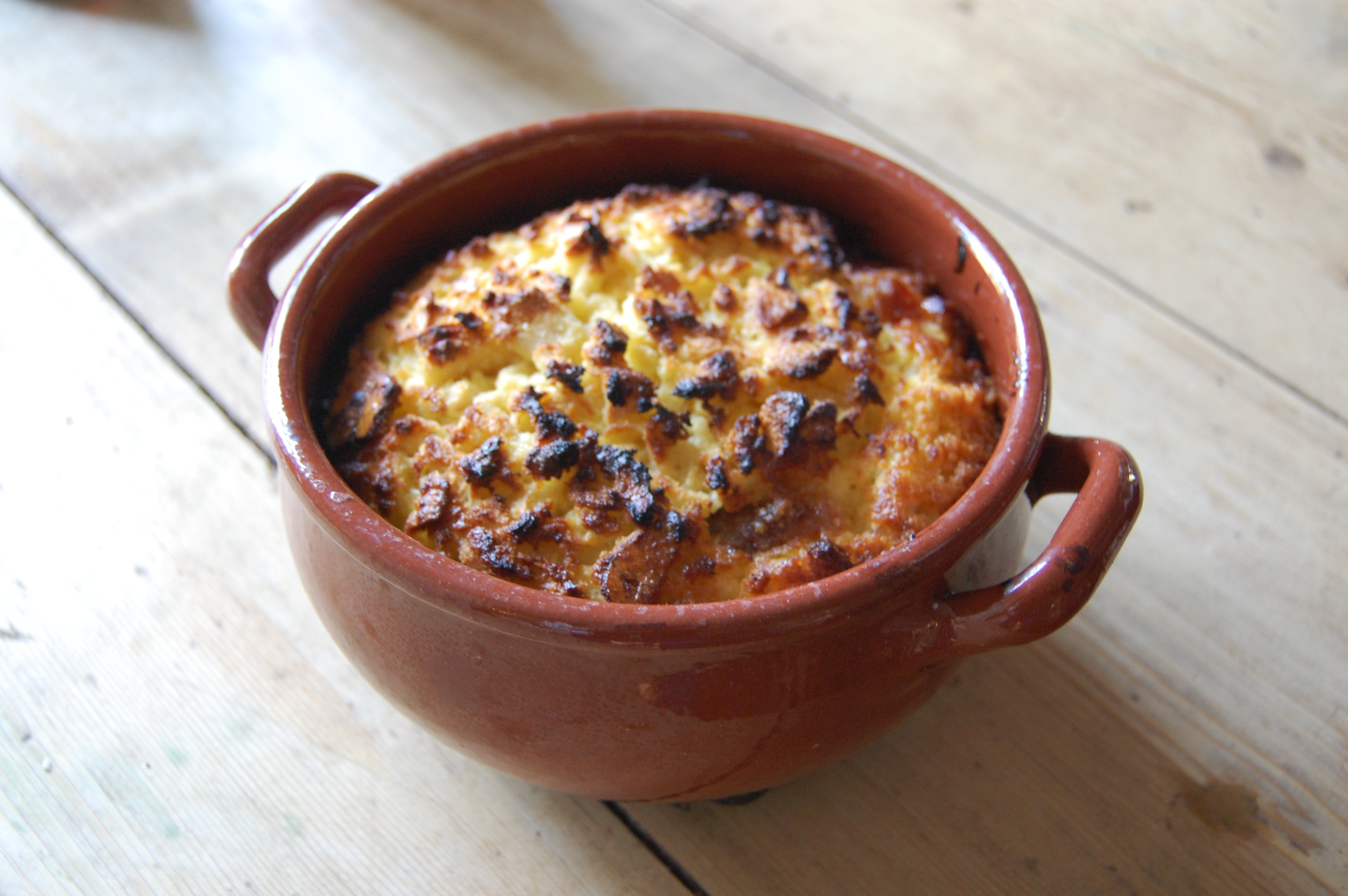
現在はすたれたパン粉を主材料としたレシピはイザベラ・ビートンが作った

プディングの起源は明白ではない。歴史学者はプディングの存在を中世の時代の15世紀に遡って突き止めたが、一般的に解釈された話はラットランド・アームズ・イン（現在のラットランド・アームズ・ホテル）の女家主であったグリーブズ夫人が1820年（ほかの出典は1860年代をあげている) に偶然作ったものである。彼女はおそらく料理人にジャムタルトを作るように指示を与えた。その料理人は かき混ぜた卵とアーモンドペーストをペイストリーに混ぜるかわりに、ジャムの上に広げた。調理をするときに卵とアーモンドペーストがカスタードのような状態になったため、結果として成功しホテルで人気の料理となった。

## ベイクウェルタルト
ベイクウェルタルトは20世紀の間にベイクウェルプディングの派生形として発展した。

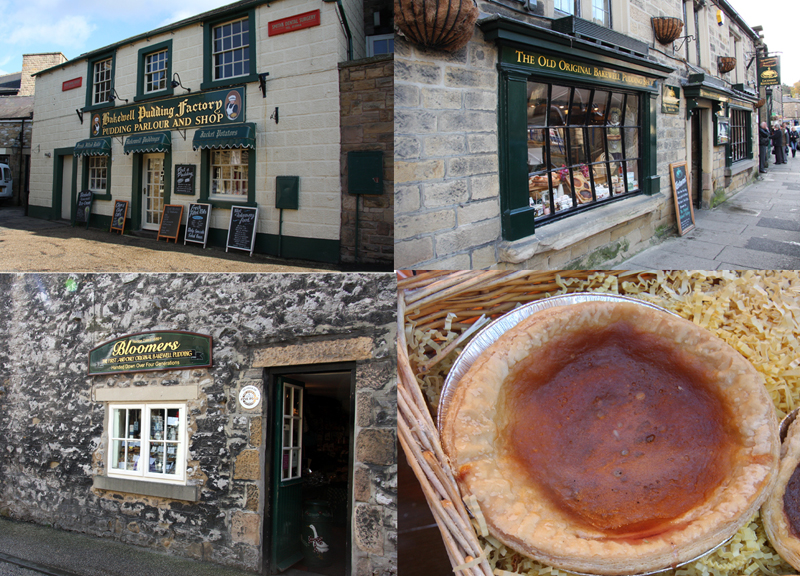
ベイクウェルの少なくとも2つの店は独自のベイクウェルプディングのレシピを主張している